# Teorie řízenosti a vázání
Teorie řízenosti a vázání (anglicky Government and binding theory, zkracováno jako GBT nebo GB) je teorie syntaxe a frázové gramatiky v tradici transformační gramatiky, kterou vytvořil především Noam Chomsky v 80. letech 20. století. Tato teorie je radikální revizí jeho dřívějších teorií a byla později poněkud revidována v minimalistickém programu a několika následujících odborných článcích, z nichž nejnovější je Tři faktory v konstrukci jazyka. Přestože k teorii řízenosti a vázání existuje rozsáhlá literatura od jiných autorů, kostru při vytváření programu výzkumu tvořily Chomského odborné články.
Jméno teorie vychází z jejích dvou nejdůležitějších částí: z řízenosti, což je abstraktní syntaktická relace použitelná mimo jiné pro přiřazování mluvnického pádu; a vázání, které se zabývá především vztahy mezi zájmeny a výrazy, na které zájmena referují. GB byla první konkrétní teorií vycházející z modelu jazyka založeného na teorii principů a parametrů; z tohoto modelu vychází také pozdější minimalistický program.

## Řízenost
Hlavní aplikací relace řízenosti je přiřazování mluvnického pádu. Řízenost je definována takto:
A řídí B právě tehdy, když
- A je řídicí člen a
- A m-ovládá B a
- mezi A a B neleží žádná bariéra.

Řídicí členy (anglicky governors) jsou hlavy lexikálních kategorií (V, N, A, P) nebo flektivní fráze (InfP, IP, případně Tensed I, T). Říkáme, že A m-ovládá B, pokud ani jeden z těchto uzlů nedominuje druhému, ale první maximální projekce A dominuje B, kde maximální projekce hlavy X je XP. To znamená, že například ve struktuře znázorněné následující stromem A m-ovládá B, ale B m-neovládá A:
Bariéra je jakýkoli uzel Z takový, že:
- Z je potenciální řídicí člen pro B a
- Z c-ovládá B a
- Z c-neovládá A

Díky relaci řízenosti je přiřazení pádu jednoznačné. Níže uvedený frázový ukazatel (syntaktický strom) znázorňuje, jak jsou řízené determinátorové fráze (DP) a jak jim jejich řídicí hlava přiřazuje pád:
K dalším důležitým aplikacím relace řízenosti patří omezení výskytu a identity stop, pro něž princip prázdných kategorií vyžaduje, aby byly určitým způsobem řízené.

## Vázání
Vázání lze definovat takto:
- Prvek α váže prvek β právě tehdy, když α c-ovládá β, a α a β koreferují.

Uvažujme větu „Johni saw hisi mother“, která je znázorněna níže pomocí jednoduchého frázového ukazatele:
Jmenná fráze (NP) „John“ c-ovládá zájmeno „his“ protože první rodič NP je S, který „his“ obsahuje. Protože navíc „John“ a „his“ jsou koreferenční (obě se odkazují ke stejné osobě), „John“ váže „his“.
Naopak v negramatické větě „*The mother of Johni likes himselfi“, „John“ c-neovládá „himself“, a proto nejsou v relaci vázání, přestože koreferují.
Význam vázání ukazuje gramatická správnost nebo negramatičnost následujících vět:
1. *Johni saw himi.
2. Johni saw himselfi.
3. *Himselfi saw Johni.
4. *Johni saw Johni.

Kromě určitých principů vázání se vázání používá na vysvětlení negramatičnosti vět 1, 3, a 4. Použitelná pravidla se nazývají princip vázání A, princip vázání B a princip vázání C.
- Princip A: anafora (reflexivní nebo reciproční, jako například „each other“) musí být vázaná ve své řídicí kategorii (zjednodušeně řečeno ve větě/klauzi).

Protože ve větě [3] není „himself“ c-ovládané slovem „John“, je porušením principu A.
- Princip B: zájmeno musí být volné (tj. nesmí být vázané) v své řídicí kategorii (zjednodušeně řečeno ve větě/klauzi).

Ve větě [1] je „him“ je vázané slovem „John“, což je porušením principu B.
- Princip C: Referenční výraz (R-výraz) musí být volný (tj. nesmí být vázaný). Referenční výrazy (například „dog“ nebo „John“) jsou na rozdíl od zájmen nebo anafor nezávislým referentem, tj. vybírají určitou entitu světa.

Ve větě [4] první instance slova „John“ váže druhou, což je porušením principu C.
Všimněte si, že principy A a B se odkazují na „řídicí kategorie“ – domény které omezují oblast platnosti vázání. I když definice řídicí kategorie představená v Přednáškách o řízenosti a vázání je velmi složitá, obvykle je to minimální věta/klauze nebo složitá jmenná fráze (NP).